# The Concerts in China
Les Concerts en Chine (The Concerts in China) – album francuskiego twórcy muzyki elektronicznej Jean-Michel Jarre’a wydany w 1982 roku. Nagrany w 1981 w Szanghaju i Pekinie, był to pierwszy koncert zachodniego muzyka w Chinach.

## Lista utworów
CD 1
1. „L'Ouverture” - 4:47
2. „Arpégiateur” - 6:54
3. „Équinoxe 4” - 7:49
4. „Jonques de pêcheurs au crépuscule” - 9:38
5. „L'Orchestre sous la pluie” - 1:29
6. „Équinoxe 7” - 9:55

CD 2
1. „Orient Express” - 4:22
2. „Les Chants Magnétiques 1” - 0:21
3. „Les Chants Magnétiques 3” - 3:49
4. „Les Chants Magnétiques 4” - 6:49
5. „Harpe Laser” - 3:37
6. „Nuit à Shanghai” - 7:02
7. „La dernière rumba” - 2:11
8. „Les Chants Magnétiques 2” - 6:26
9. „Souvenir de Chine” - 3:54